# Ævar gamli Ketilsson
Ævar gamli Ketilsson (apodado el Viejo, n. 885) fue un caudillo vikingo y uno de los primeros colonos de Austur-Húnavatnssýsla en Islandia, considerado patriarca del clan familiar de los Æverlingar.
Ævar centraba todas sus actividades en incursiones vikingas, acompañado de sus hijos Karl (n. 921), Þorbjörn strjúgur (n. 923) y Þórður mikill (n. 925). Otro hijo Véfróður era demasiado pequeño para acompañarles y llegó más tarde a la hacienda familiar.
Su figura histórica se menciona, entre otras fuentes, en la saga Flóamanna. Entre sus descendientes más notables, se encuentra el goði Hafliði Másson, oficial varego y protagonista de Þorgils saga ok Hafliða.

## Genealogía
Ævar gamli es descendiente de la legendaria realeza danesa. Era hijo del caudillo noruego Ketill helluflagi  Vemundsson y Thurid, hija del rey Harald Gulskeg de Sogn.
Ketill helluflagi (apodado también Hule, c. 820) era hijo de Vémundur orðlokarr Þórólfsson;
Vémundur orðlokarr Þórólfsson (apodado el Elocuente, c. 785) era hijo de Þórólfur vognefur Þrándarson;
Þórólfur vognefur Þrándarson (c. 755) era hijo de Hrœrekr slöngvanbaugi;
Hrœrekr slöngvanbaugi era hijo de Harald Hilditonn.